# Matteo Dotto
Matteo Dotto (Genova, 27 settembre 1963) è un giornalista italiano.
Attualmente lavora in televisione, redazione Sport Mediaset, e ha precedenti esperienze in quotidiani e settimanali.

## Biografia
Giornalista pubblicista dal 1982 e professionista dal 1986. Ha seguito calcio e pallanuoto per Corriere Mercantile, Il Secolo XIX e Il Giornale nuovo, edizione genovese, e collaborato con TeleGenova e Radio Babboleo. Dal 1985 ha lavorato nella redazione del settimanale Intrepidoo-Intrepido-Sport, dal '91 al '93 è caposervizio del Guerin Sportivo e dal 1993 passa con la qualifica di capo-servizio alla redazione sportiva Fininvest. È poi redattore-capo allo sport de La Notte e caporedattore centrale a Il Telegiornale, diretto da Gigi Vesigna e a La Provincia di Cremona. Torna in Fininvest nel 1996 dove attualmente è caporedattore della redazione di Sport Mediaset. Ha lavorato per 12 stagioni a Controcampo (storico programma calcistico domenicale di Italia 1 per il quale ha curato, tra le altre, la rubrica moviola), è stato a lungo corrispondente del quotidiano sportivo Diario Olé di Buenos Aires. Ha collaborato alle pagine sportive de Il Giorno dal 1989 al 1993; attualmente collabora con Corriere della Sera, Tuttosport e Guerin Sportivo.
Ha seguito come inviato i Giochi Olimpici di Los Angeles 1984, cinque edizioni dei Mondiali di calcio (1990, 2006, 2010, 2014 e 2018), tre degli Europei di calcio (2008, 2012 e 2016) e una edizione degli Europei di nuoto (1983). È stato poi inviato alle finali della Champions League 2001 (Bayern Monaco-Valencia a Milano), 2007 (Milan-Liverpool ad Atene), 2015 (Barcellona-Juventus a Berlino), 2016 (Real Madrid-Atletico Madrid a Milano), 2017 (Real Madrid-Juventus a Cardiff) e 2023 (Manchester City-Inter a Istanbul). Grande appassionato ed esperto di calcio sudamericano, ha collaborato nel 2002 alla stesura della Enciclopedia dello Sport - sezione Calcio - dell'Istituto della Enciclopedia Treccani curando gli articoli di squadre e calciatori nati in Argentina e Uruguay. Fratello del giornalista radiofonico Emanuele Dotto, non ha mai fatto mistero della sua fede calcistica: è infatti un dichiarato tifoso del Torino Calcio.